# Adam Friedrich von Jeetze
Adam Friedrich von Jeetze (* 26. August 1689 auf Gut Flessow; † 10. August 1762 auf Gut Poritz) war ein preußischer Generalleutnant, Chef des Infanterieregiments Nr. 17 und Ritter des Pour le Mérite. Er war Amtshauptmann von Mühlenhof und Mühlenbeck sowie Erbherr auf Poritz, Büst und Jeetze.

## Leben

### Herkunft
Seine Eltern waren der kurbrandenburger Kornet Adam Friedrich von Jeetze († 2. März 1717) und Hedwig Elisabeth von Eichstedt († 10. März 1739) aus dem Hause Eichstedt. Der Generalmajor Hans Christoph von Jeetze war sein Bruder.

### Militärkarriere
Jeetze trat Anfang des Jahres 1708 als Fahnenjunker in das Regiment „Markgraf Philipp Wilhelm“ Nr. 12 ein. Er kämpfte bis 1712 in den Niederlanden. 1713 wurde er Fähnrich im Infanterieregiment „Kamencke“ Nr. 23 und kämpfte im Pommernfeldzug 1715/16. Er war am 21. August 1715 beim Sturm auf die Peenemünder Schanzen dabei. Danach wurde er Sekondeleutnant. Am 15. November landete er mit den Truppen auf der Insel Rügen und war dann bei der Belagerung von Stralsund dabei.
1721 wurde er Premierleutnant und Regimentsadjutant. Er reiste nun als Werber durch das Land. Am 10. Juli 1723 ernannt ihn der König zum Stabskapitän und gab ihm eine Kompanie. Am 29. Mai 1734 wurde er Major und erhielt den Orden de la Generosite, da er für den König wichtige Geschäfte erledigte. Der neue König Friedrich II. verlieh ihm 1740 den Orden Pour le Mérite und beförderte ihn am 2. Februar 1741 zum Oberstleutnant. Am 10. April 1741 befand er sich in der Schlacht bei Mollwitz und im Oktober bei der Belagerung der Festung Neisse. Im folgenden Jahr 1742 in der Schlacht bei Chotusitz. Im Zweiten Schlesischen Krieg wurde er am 16. Januar 1745 Oberst. Er kämpfte in der Schlacht bei Hohenfriedberg und war jetzt Kommandeur des Infanterieregiments Nr. 12. In der Schlacht bei Soor war er für die Deckung des Lagers und der Bäckerei zuständig, danach für die Deckung des Rückzugs der Preußen von Böhmen nach Schlesien. Danach kam er zum Korps des Feldmarschalls Leopold von Anhalt-Dessau an die Elbe. In der Schlacht bei Kesselsdorf hielt er sich tapfer. 1747 schenkte ihm der König das Recht zur hohen Jagd auf dem Gut Poritz. Im November 1748 bekam er das Infanterieregiment Nr. 17 als Generalmajor sowie die Amtsmannschaft von Mühlenhof und Mühlenbeck. Als 1756 der Siebenjährige Krieg ausbrach, war Jeetze mit seiner Kraft am Ende und bat um seine Entlassung. Er wurde als Generalleutnant mit einer Pension von 1500 Talern entlassen.

### Familie
Jeetze war zweimal verheiratet. Seine erste Frau war Sophia Wilhelmine von Viereck († 30. Oktober 1742), Tochter des Ministers Adam Otto von Viereck. Das Paar hatte einen Sohn und zwei Töchter, die vor dem Vater starben.
- Karl Otto Wilhelm (* 9. Mai 1740; † 11. April 1747)
- Elisabeth Wilhelmine (* 1. Juli 1741; † 6. Dezember 1742)
- Henriette Louise (* 4. September 1742; † 8. Juli 1755)

Am 2. November 1756 heiratete er Sophia Maria Charlotte von Lattorf (* 3. November 1733; † 29. März 1791). Sie war die Tochter von Hans Wilhelm Friedrich von Lattorf († 13. November 1733) und Sophie Charlotte Louise von Jeetze (* 18. Januar 1712; ) aus dem Haus Kladen. Das Paar hatte keine Kinder.